# المطلقة (فلم)
المطلقة (بالإنجليزية: The Divorcee) هو فيلم دراما تم إنتاجه في الولايات المتحدة وصدر في سنة 1930.

## بطولة
- نورما شيرر

### ترشيحات وجوائز
| السنة | الحدث | الفئة             | النتيجة  |
| ----- | ----- | ----------------- | -------- |
|       |       | أوسكار أحسن ممثلة | فـــــوز |

## وصلات خارجية
- مقالات تستعمل روابط فنية بلا صلة مع ويكي بيانات

1. ↑  Fleming، E. J. (2008). Paul Bern: The Life and Famous Death of the MGM Director and Husband of Harlow. McFarland. ص. 146. ISBN:0-786-43963-7. مؤرشف من الأصل في 2021-03-15.
2. ↑  Wayne، Jane Ellen (2003). The Golden Girls of MGM: Greta Garbo, Joan Crawford, Lana Turner, Judy Garland, Ava Gardner, Grace Kelly, and Others. Da Capo Press. ص. 51. ISBN:0-786-71303-8.
3. ↑  Thise، Mark (2008). Hollywood Winners & Losers A to Z. Hal Leonard Corporation. ص. 197. ISBN:0-879-10351-5. مؤرشف من الأصل في 2019-12-15.